# Shell plc
Shell plc (tidligere Royal Dutch Shell) er et britisk multinationalt olie- og gasselskab.
Shell opererer i over 140 lande verden over og driver omkring 44.000 tankstationer i alt. Selskabet blev grundlagt i 1907 og har egne olieboringsfaciliteter, olieraffinaderier, samt distributions- og detailhandler, og er også aktive inden for vedvarende energi, herunder biobrændstof. I kortere perioder har selskabet også været involveret i kul- og atomkraft.
Shells logo, som forestiller en rød og gul Pecten-kammuslingeskal, stammer fra handelsselskabet The Shell Transport and Trading Company der sejlede med muslingeskaller i 1800-tallet. I 1892 fik grundlæggerens søn den idé at eksportere olie fra området omkring Det Kaspiske Hav, og til det brugte han også Shell-navnet.

## Dansk Shell
Dansk Shell A/S har været på markedet i Danmark siden 1913 med sin første offentlige tankstation på Gl. Kongevej 4 i København. Den 8. maj 2013 fejrede selskabet 100-års fødselsdag i Danmark. Forløberen til det, der i dag kendes som Dansk Shell, var Dansk-Engelsk Benzin og Petroleums CO. Som navnet antyder, blev selskabet stiftet på et tidspunkt, hvor petroleum stadig var den store hyldevare herhjemme og privatbilismen var i sin vorden.
Siden 1966 har Dansk Shell desuden drevet et olieraffinaderi i Fredericia, der forarbejder 3,4 mio. tons råolie pr. år svarende til en tredjedel af Danmarks forbrug af brændstof.

## Nordsøen
Shell Olie- og Gasudvinding Danmark B.V. ejer 36,8 % af Dansk Undergrunds Consortium, som er ansvarlig for udvinding af olie og gas i de danske felter af Nordsøen.

## Miljøsager

### Boreplatformen Brent Spar
I 1995 blev en udtjent Shell-boreplatform, Brent Spar, genstand for en voldsom debat, da den britiske regering havde givet sin støtte til Shells plan om at sænke den i Atlanterhavet. Det fik nemlig miljøorganisationen Greenpeace til at lancere en verdensomspændende modkampagne, da man var bekymret over de miljømæssige konsekvenser ved en sådan sænkning.
Planen involverede et boykot af Shells tankstationer, hvilket den danske statsminister Poul Nyrup Rasmussen bl.a. tilsluttede sig. Planen viste sig så succesfuld, at Shell til sidst besluttede at følge Greenpeaces råd om at sejle den i land i stedet.
Efterfølgende viste det sig dog, at Greenpeace havde lavet en regnefejl og der opstod på ny debat om, hvilken løsning der ville have været bedst.

### Shell forurener Lillebælt
Et gammelt olieudslip betyder, at op imod 150.000 liter giftig olie fra Dansk Shell i Fredericia siver ud i grundvandet. Olieudslippet har formentlig fundet sted i 1970'erne og 80'erne, og skyldes, at de gamle tanke var gennemtærede. Shell har forsøgt at samle olien op med en række brønde, men konstaterede i 2011, at brøndene ikke havde virket efter hensigten.